# Colônia Maurício
Colônia Maurício (em castelhano: Colonia Mauricio) é uma localidade do partido de Carlos Casares, da província de Buenos Aires, na Argentina. Possui uma população estimada em 8 habitantes segundo censo de 2010.